# Centro Urbano San Martín
El Centro Urbano San Martín, también conocido simplemente como San Martín, es una urbanización peruana, capital del distrito de Veintiséis de Octubre, perteneciente a la provincia y departamento de Piura, al norte del Perú.

## Ubicación
San Martín se ubica al oeste de la provincia de Piura, en el distrito de Veintiséis de Octubre, en el departamento de Piura.

## Demografía
En 2017 San Martín tenía una población de 165 712 habitantes.
| Gráfica de evolución demográfica de Centro Urbano San Martín entre 1993 y 2017 |
|                                                                                |
| Fuentes: Población 1993 y 2017                                                 |